# Saaristoa sammamish
Saaristoa sammamish là một loài nhện trong họ Linyphiidae.
Loài này thuộc chi Saaristoa. Saaristoa sammamish được miêu tả năm 1955 bởi Levi & Herbert Walter Levi.